# Ronald Brautigam
Ronald Brautigam (sinh năm 1954) là một nghệ sĩ piano người Hà Lan, nổi tiếng với những màn trình diễn các tác phẩm của Beethoven trên fortepiano.
Kỹ năng chơi piano của ông đã được các nhạc sĩ Hà Lan đánh giá cao và năm 1984 ông được trao giải Nederlandse Muziekprijs (Giải thưởng âm nhạc Hà Lan). Năm 2015, bản thu âm các tác phẩm Beethoven của ông đã nhận được giải thưởng Edison và giải thưởng của German Record Critics diễn ra hằng năm.
Brautigam sống ở Amsterdam với vợ là Mary. Kể từ tháng 9 năm 2011, ông là giáo sư tại Đại học Âm nhạc thuộc Học viện Âm nhạc Basel.

## Danh sách đĩa nhạc
- Ronald Brautigam, Isabelle van Keulen. Grieg, Elgar, Sibelius. Music for Violin and Piano. Label: Challenge
- Ronald Brautigam. Ludwig van Beethoven, Joseph Haydn, Wolfgang Amadeus Mozart. Complete works for solo piano. Chơi trên các bản sao đàn fortepiano của Graf, Walter và Stein do Paul McNulty chế tạo. Label: Bis Records
- Ronald Brautigam. Felix Mendelssohn. Piano Concertos. Chơi trên bản sao Pleyel fortepiano do Paul McNulty chế tạo. Label: Bis Records
- Ronald Brautigam (piano), Peter Masseurs (trumpet), Royal Concertgebouw Orchestra, Riccardo Chailly (conductor). Dmitri Shostakovich, Piano Concerto No.1, Op.35. Label: London Classics.
- Ronald Brautigam, Sharon Bezaly (flute). Prokofiev, Schubert, Dutilleux, Jolivet. Label: Bis Records.
- Ronald Brautigam, Nobuko Imai (viola). Max Reger. Label: Bis Records.